# Írország az 1964. évi nyári olimpiai játékokon
Írország a japán Tokióban megrendezett 1964. évi nyári olimpiai játékok egyik részt vevő nemzete volt. Az országot az olimpián 7 sportágban 25 sportoló képviselte, akik összesen 1 érmet szereztek.

## Érmesek
| Érem  | Versenyző   | Sportág   | Versenyszám |
| ----- | ----------- | --------- | ----------- |
| Bronz | Jim McCourt | Ökölvívás | Könnyűsúly  |

## Atlétika
Férfi
| Versenyző        | Versenyszám | Előfutam | Előfutam | Előfutam | Elődöntő | Elődöntő | Elődöntő | Döntő         | Döntő         |
| Versenyző        | Versenyszám | Idő      | Hely.    | Össz.    | Idő      | Hely.    | Össz.    | Idő           | Helyezés      |
| ---------------- | ----------- | -------- | -------- | -------- | -------- | -------- | -------- | ------------- | ------------- |
| Noel Carroll     | 800 m       | 1:51,1   | 5.       | 30.      | kiesett  | kiesett  | kiesett  | kiesett       | kiesett       |
| Derek McCleane   | 800 m       | 1:49,9   | 3.       | 18.**    | 1:48,4   | 7.       | 16.      | kiesett       | kiesett       |
| Basil Clifford   | 1500 m      | 3:54,9   | 8.       | 35.*     | kiesett  | kiesett  | kiesett  | kiesett       | kiesett       |
| Thomas O'Riordan | 5000 m      | 14:08,8  | 9.       | 19.      |          |          |          | kiesett       | kiesett       |
| Jim Hogan        | 10 000 m    |          |          |          |          |          |          | nem ért célba | nem ért célba |
| Jim Hogan        | Maraton     |          |          |          |          |          |          | nem ért célba | nem ért célba |

| Versenyző   | Versenyszám   | Selejtező | Selejtező | Döntő    | Döntő    |
| Versenyző   | Versenyszám   | Eredmény  | Helyezés  | Eredmény | Helyezés |
| ----------- | ------------- | --------- | --------- | -------- | -------- |
| John Lawlor | Kalapácsvetés | 59,12 m   | 23.       | kiesett  | kiesett  |

Női
| Versenyző  | Versenyszám | Előfutam | Előfutam | Előfutam | Elődöntő | Elődöntő | Elődöntő | Döntő   | Döntő    |
| Versenyző  | Versenyszám | Idő      | Hely.    | Össz.    | Idő      | Hely.    | Össz.    | Idő     | Helyezés |
| ---------- | ----------- | -------- | -------- | -------- | -------- | -------- | -------- | ------- | -------- |
| Maeve Kyle | 400 m       | 55,4     | 4.       | 10.      | 55,3     | 7.       | 14.      | kiesett | kiesett  |
| Maeve Kyle | 800 m       | 2:11,3   | 5.       | 14.      | 2:12,9   | 8.       | 16.      | kiesett | kiesett  |

* - egy másik versenyzővel azonos időt ért el

** - két másik versenyzővel azonos időt ért el

## Birkózás
Szabadfogású
| Versenyző     | Versenyszám | 1. forduló                       | 2. forduló                      | 3. forduló                        | 4. forduló        | 5. forduló        | Döntő             | Helyezés    |
| Versenyző     | Versenyszám | Ellenfél Eredmény                | Ellenfél Eredmény               | Ellenfél Eredmény                 | Ellenfél Eredmény | Ellenfél Eredmény | Ellenfél Eredmény | Helyezés    |
| ------------- | ----------- | -------------------------------- | ------------------------------- | --------------------------------- | ----------------- | ----------------- | ----------------- | ----------- |
| Seán O'Connor | 52 kg       | Cemal Yanılmaz (TUR) · kétvállas | Faiz Khakshar (AFG) · kétvállas | Vincenzo Grassi (ITA) · 3-1       | kiesett           | kiesett           | kiesett           | helyezetlen |
| Joseph Feeney | 78 kg       | Gaetano De Vescovi (ITA) · 3-1   | John Boyle (AUS) · 1-3          | Dzsigdzsidijn Mönhbat (MGL) · 3-1 | kiesett           | kiesett           | kiesett           | helyezetlen |

## Cselgáncs
| Versenyző | Versenyszám | Csoportkör                                                            | Csoportkör | Negyeddöntő                                                | Elődöntő          | Döntő             | Helyezés |
| Versenyző | Versenyszám | Ellenfél Eredmény                                                     | Hely.      | Ellenfél Eredmény                                          | Ellenfél Eredmény | Ellenfél Eredmény | Helyezés |
| --------- | ----------- | --------------------------------------------------------------------- | ---------- | ---------------------------------------------------------- | ----------------- | ----------------- | -------- |
| John Ryan | Nyílt       | 2. csoport · Theodore Boronovskis (AUS) · V · Ali Hachicha (TUN) · GY | 2.         | Vigaszág · Kaminaga Akio (JPN) · V · Thomas Ong (PHI) · GY | kiesett           | kiesett           | 5.       |

## Lovaglás
Lovastusa
| Versenyző                                | Ló                                | Versenyszám | Díjlovaglás | Díjlovaglás | Tereplovaglás | Tereplovaglás | Díjugratás | Díjugratás | Végeredmény | Végeredmény |
| Versenyző                                | Ló                                | Versenyszám | Bünt.       | Hely.       | Bünt.         | Hely.         | Bünt.      | Hely.      | Bünt.       | Helyezés    |
| ---------------------------------------- | --------------------------------- | ----------- | ----------- | ----------- | ------------- | ------------- | ---------- | ---------- | ----------- | ----------- |
| Tommy Brennan                            | Kilkenny                          | Egyéni      | -57,67      | 18.         | 58,80         | 19.           | 0,00       | 1.         | 1,13        | 16.         |
| Anthony Cameron                          | Black Salmon                      | Egyéni      | -70,67      | 39.         | 117,20        | 4.            | 0,00       | 1.         | 46,53       | 5.          |
| Harry Freeman-Jackson                    | St. Finbarr                       | Egyéni      | -52,33      | 10.         | -16,40        | 31.           | 0,00       | 1.         | -68,73      | 28.         |
| John Harty                               | San Michele                       | Egyéni      | -84,00      | 44.         | 99,20         | 6.            | -20,00     | 22.        | -4,80       | 18.         |
| Tommy Brennan Anthony Cameron John Harty | Kilkenny Black Salmon San Michele | Csapat      | -180,67     | 8.          | 275,20        | 2.            | 0,00       | 1.         | 42,86       | 4.          |

## Ökölvívás
| Versenyző           | Versenyszám  | Selejtező         | 32-es főtábla                        | Nyolcaddöntő              | Negyeddöntő                 | Elődöntő                         | Döntő             | Helyezés |
| Versenyző           | Versenyszám  | Ellenfél Eredmény | Ellenfél Eredmény                    | Ellenfél Eredmény         | Ellenfél Eredmény           | Ellenfél Eredmény                | Ellenfél Eredmény | Helyezés |
| ------------------- | ------------ | ----------------- | ------------------------------------ | ------------------------- | --------------------------- | -------------------------------- | ----------------- | -------- |
| John McCafferty     | Légsúly      |                   | Rafael Carbonell (CUB) · 5-0         | Sulley Shittu (GHA) · 3-2 | Fernando Atzori (ITA) · 0-5 | kiesett                          | kiesett           | 5.       |
| Christopher Rafter  | Harmatsúly   |                   | Abel Almaraz (ARG) · 0-5             | kiesett                   | kiesett                     | kiesett                          | kiesett           | 17.      |
| Patrick Fitzsimmons | Pehelysúly   |                   | Piotr Gutman (POL) · 0-5             | kiesett                   | kiesett                     | kiesett                          | kiesett           | 17.      |
| Jim McCourt         | Könnyűsúly   | erőnyerő          | Szo Bunnam (Seo Bun-nam) (KOR) · 4-1 | Ghulam Sarwar (PAK) · 4-1 | Domingo Barrera (ESP) · 4-1 | Vilikton Barannyikov (URS) · 2-3 | kiesett           |          |
| Brian Anderson      | Kisváltósúly | erőnyerő          | Touch Nol (CAM) · 2-3                | kiesett                   | kiesett                     | kiesett                          | kiesett           | 17.      |

## Vitorlázás
Nyílt
| Versenyző                                | Versenyszám | Futam | Futam | Futam | Futam | Futam | Futam | Futam | Pontszám | Helyezés |
| Versenyző                                | Versenyszám | 1     | 2     | 3     | 4     | 5     | 6     | 7     | Pontszám | Helyezés |
| ---------------------------------------- | ----------- | ----- | ----- | ----- | ----- | ----- | ----- | ----- | -------- | -------- |
| Johnny Hooper                            | Finn dingi  | 297   | 443   | (101) | 258   | 364   | 341   | 297   | 2000     | 23.      |
| Rob D'Alton Eddie Kelliher Harry Maguire | Sárkányhajó | 207   | 162   | (101) | 287   | 232   | 184   | 259   | 1331     | 20.      |

## Vívás
Férfi
| Versenyző           | Versenyszám       | Csoportkör | Csoportkör | Csoportkör | Csoportkör | Elődöntő          | Elődöntő          | Elődöntő          | Döntő             | Helyezés    |
| Versenyző           | Versenyszám       | 1. kör | 1. kör     | 2. kör | 2. kör     | 3. kör            | 4. kör            | 5. kör            | Döntő             | Helyezés    |
| Versenyző           | Versenyszám       | Ellenfél Eredmény | Hely.      | Ellenfél Eredmény | Hely.      | Ellenfél Eredmény | Ellenfél Eredmény | Ellenfél Eredmény | Ellenfél Eredmény | Helyezés    |
| ------------------- | ----------------- | --- | ---------- | --- | ---------- | ----------------- | ----------------- | ----------------- | ----------------- | ----------- |
| John Bouchier-Hayes | Tőr, egyéni       | G. csoport · Kamuti Jenő (HUN) · 4-5 · Roland Losert (AUT) · 2-5 · Alexander Leckie (GBR) · 3-5 · Ignacio Posada (COL) · 4-5 · Edwin Richards (USA) · 2-5 | 6.         | kiesett | kiesett    | kiesett           | kiesett           | kiesett           | kiesett           | helyezetlen |
| Michael Ryan        | Tőr, egyéni       | F. csoport · Jacky Courtillat (FRA) · 2-5 · Ion Drîmbă (ROU) · 1-5 · Bill Hoskyns (GBR) · 1-5 · Orlando Nannini (ARG) · 5-2 · Bizhan Zarnegar (IRI) · 5-4 | 4.         | B. csoport · Mark Midler (URS) · 3-5 · Bill Hoskyns (GBR) · 0-5 · Egon Franke (POL) · 1-5 · Tabucsi Kazuhiko (JPN) · 0-5 · Moustafa Soheim (RAU) · 4-5                                    | 6.         | kiesett           | kiesett           | kiesett           | kiesett           | helyezetlen |
| John Bouchier-Hayes | Párbajtőr, egyéni | C. csoport · Peter Jacobs (GBR) · 3-5 · Henryk Nielaba (POL) · 3-5 · Guram Kosztava (URS) · 3-5 · Orvar Lindwall (SWE) · 0-5 · Joseph Gemayel (LIB) · 5-0 · Francisco Serp (ARG) · 5-2 · Bizhan Zarnegar (IRI) · 5-2 · Rájátszás: · Joseph Gemayel (LIB) · 5-4 | 5.         | A. csoport · Kulcsár Győző (HUN) · 3-5 · Hans Lagerwall (SWE) · 1-5 · Hassan El-Said (LIB) · 2-5 · Giuseppe Delfino (ITA) · 2-5 · Wiesław Glos (POL) · 0-5 · Tabucsi Kazuhiko (JPN) · 5-2 | 6.         | kiesett           | kiesett           | kiesett           | kiesett           | helyezetlen |
| Michael Ryan        | Párbajtőr, egyéni | B. csoport · Hrihorij Krissz (URS) · 0-5 · Paul Gnaier (EUA) · 4-5 · Yves Dreyfus (FRA) · 1-5 · Hassan El-Said (LIB) · 2-5 · Ókava Heizaburó (JPN) · 4-5 · René Van Den Driessche (BEL) · 1-5 · Trần Văn Xuan (VIE) · 5-1                                      | 8.         | kiesett | kiesett    | kiesett           | kiesett           | kiesett           | kiesett           | helyezetlen |
| John Bouchier-Hayes | Kard, egyéni      | F. csoport · Marcel Parent (FRA) · 1-5 · Emil Ochyra (POL) · 1-5 · Walter Köstner (EUA) · 1-5 · Alexander Leckie (GBR) · 3-5 · Henry Sommerville (AUS) · 0-5                                                                                                   | 6.         | kiesett | kiesett    | kiesett           | kiesett           |                   | kiesett           | helyezetlen |
| Michael Ryan        | Kard, egyéni      | A. csoport · Jakov Rilszkij (URS) · 2-5 · Pierluigi Chicca (ITA) · 1-5 · Ion Drîmbă (ROU) · 2-5 · Ignacio Posada (COL) · 2-5 · Rafael González (ARG) · 1-5 | 6.         | kiesett | kiesett    | kiesett           | kiesett           |                   | kiesett           | helyezetlen |